# Kosmas
Kosmas (asi 1045 – 21. října 1125) byl první známý český kronikář, autor Kroniky české (Chronica Boemorum, běžně Kosmova kronika) a v letech 1120 až 1125 děkanem pražské kapituly při sv. Vítu. Takřka všechny informace, které jsou dnes o něm známy, pocházejí z jeho kroniky, kde se několikrát zmínil o sobě a svých příbuzných. Na svou dobu se dožil vysokého věku, sám se nazval osmdesátiletým starcem. Na rozdíl od řady autorů středověkých kronik je jeho jméno autentické, jsou jím podepsány předmluvy a je uvedeno v přípisku Kosmovy kroniky o smrti jejího autora.

## Narození a původ
Kosmas se narodil za vlády Břetislava I. asi v roce 1045 nebo kolem tohoto roku, zřejmě do zámožné kněžské rodiny, snad z okruhu pražské kapituly.
Někdy je však uváděn i pozdější rok narození. Datum narození je odvozeno z informace, že se v roce 1125 sám nazval octogenario. S tím se zdá být poněkud v rozporu, co píše Kosmas k roku 1074. Tehdy by mu mělo být asi 29 let, ale měl být v Praze na škole a poutníkem k hrobu sv. Vojtěcha oslovován „chlapče“ (bone puer). Proto už Dobner předpokládal pozdější narození, uvažován byl zvláště rok 1054, v roce 1074 by mu pak bylo asi 20 let a 1125 asi 71 let, octogenario by pak znamenalo vstupující do osmého desetiletí věku (R. Köpke). Dušan Třeštík narození kolem roku 1045 vysvětluje tím, že ve věku 28–29 let bylo studium běžné a oslovení puer v souladu s dobovým chápáním významu latinského slova.
Jiným sporným údajem je Kosmův údajný polský původ, založený na jeho zmínce, že s Břetislavem I. z výpravy do Hnězdna roku 1039 přišel „můj předek“ (meus attavus). Tato informace se zdá být pozdějším doplňkem opisovačů, který se vyskytuje pouze ve dvou rukopisech (A3a a A3b). S informací se zdá být v rozporu i Kosmovo protipolské zaměření a použitý výraz za předpokladu jeho narození kolem roku 1045. Pokud by se Kosmas narodil jen několik málo let po příchodu této osoby do Prahy, muselo by se jednat o jeho otce a je nepravděpodobné, že by syn svého otce nazýval neurčitým výrazem attavus.
Kosmova příslušnost k vyšší společenské vrstvě je odvozena z informace, že si mohl dovolit nákladná a zřejmě dlouholetá studia v zahraničí. Naopak za vyloučenou se již považuje domněnka o jeho příbuznosti s Jindřichem Zdíkem (viz níže) a s ní spojená Jirečkova teorie o Kosmově příslušnosti k rodu pánů ze Zdic.

## Vzdělání
Ke své kariéře a studiu se zřejmě nerozhodl v časném mládí, protože v Praze na katedrální škole byl ještě v roce 1074, kdy mu bylo nejspíše už 28–29 let. Poté odešel na dlouhodobá studia do ciziny, snad v letech 1075–82 nebo možná až do roku 1090. Jistě v té době studoval na škole při katedrále sv. Lamberta v Lutychu, s kterou české prostředí pěstovalo styky už od dob sv. Vojtěcha a která patřila k nejlepším v Evropě. Zde ho vyučoval mistr Frank, který v Lutychu působil v letech 1047–1083. Je možné, že Kosmas pobýval i na jiných evropských školách, jak bývalo tehdy obvyklé. Svá studia ukončil možná až kolem roku 1090, tedy už jako muž středního věku, což také nebylo v té době výjimečné.
Kosmův pobyt v Lutychu není datován, býval proto kladen i před rok 1074, dokonce i před rok 1061, kdy se měl Kosmas vrátit s biskupem Jaromírem. Pravděpodobně však byl v cizině na víceletých studiích někdy mezi rokem 1075 a cca 1090, kdy se zdá jeho přítomnost v Čechách nejistá. Zvláště pro léta 1075–1082 (či až 1084) je v kronice znát určitá mezera, kdy Kosmas neměl dostatek spolehlivých zpráv. Ani jeho přítomnost před rokem 1091 není příliš jistá, dvě zmínky (k roku 1086 a před 1090) svědčící o této přítomnosti jsou pochybné věrohodnosti.

## Církevní kariéra
Do Čech se vrátil nejpozději na počátku 90. let 11. století a po návratu se stal členem pražské kapituly. Je zřejmé, že v letech 1091/1092 odjel s pražským biskupem Kosmou a olomouckým biskupem Ondřejem za císařem Jindřichem IV. do Mantovy. V roce 1094 se účastnil jejich vysvěcení mohučským arcibiskupem v Mohuči. Po svém návratu se zařadil do skupiny kněžské inteligence, která v českém prostředí už od 11. století tvořila svébytnou skupinu s vlastní kulturou a do určité míry tvořila protipól konkurenční skupině kněží cizího, především německého původu. Částečně byla tato skupina propojena nejen přátelskými, ale také příbuzenskými vazbami.
11. října 1099 získal v Ostřihomi společně s nedávno zvoleným pražským biskupem Heřmanem, který byl do té doby pravděpodobně jen jáhnem, kněžské svěcení. Je možné (ale ne jisté), že už v roce 1110 mohl působit jako děkan pražské kapituly, protože za ni vyjednával o navrácení výnosů z vesnice Sekyřkostele. Jistě byl děkanem v roce 1120.

## Práce na kronice

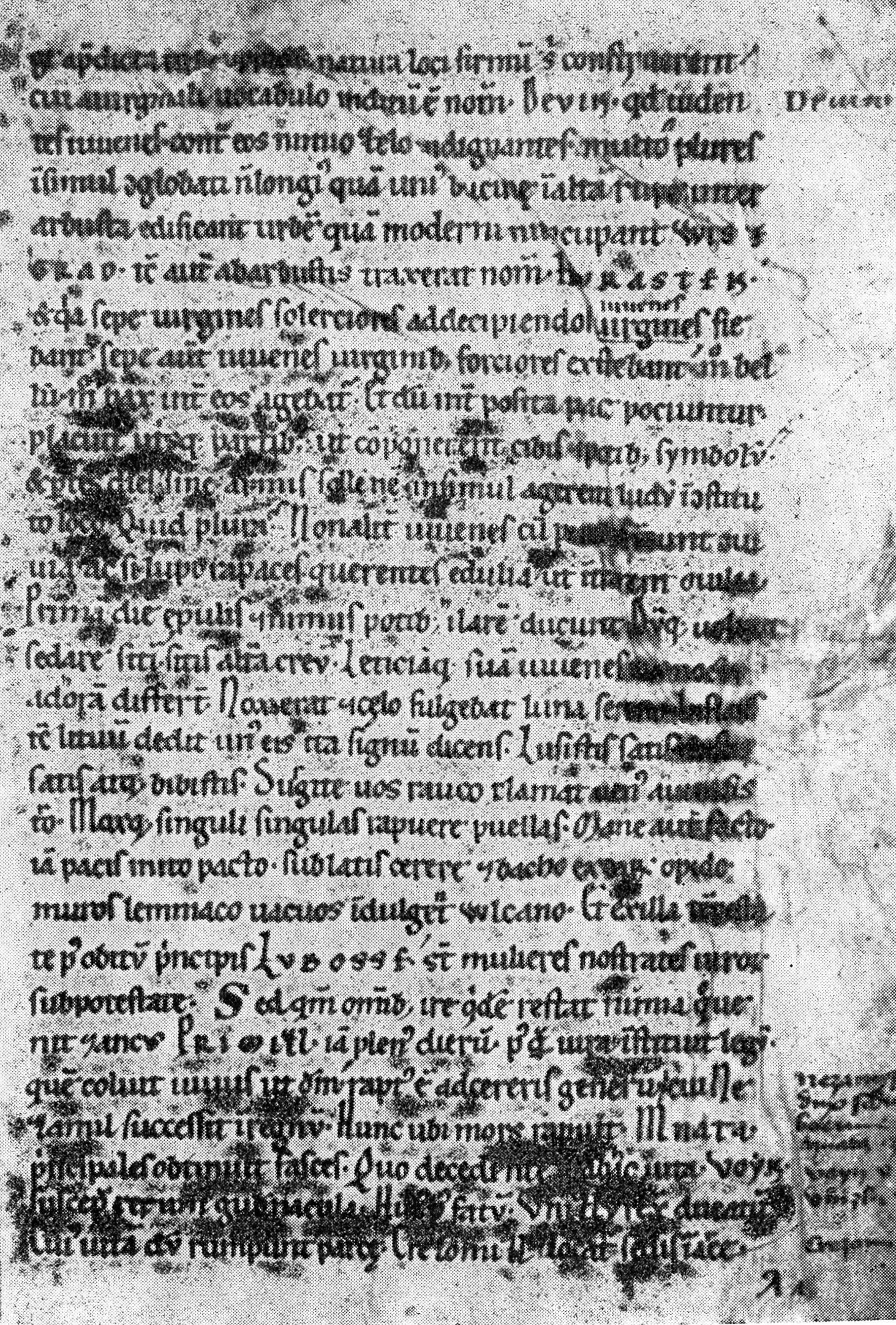
Kosmova kronika česká

Kosmas ke svému životnímu dílu sbíral materiál a snad i načrtával některé odstavce delší dobu, od roku 1118 zřejmě i zapisoval poznámky o běžných událostech. Samotnou kroniku pak sepisoval až během několika posledních let života, pravděpodobně od roku 1119 až do své smrti v říjnu 1125. První a druhou knihu zřejmě dokončil do roku 1122, na třetí knize pracoval až do roku 1125; nejdříve měla končit smrtí Vladislava I. (12. dubna 1125), ale pak v kronice pokračoval dále, až po čtyřech nových kapitolách kroniku ukončila Kosmova smrt.
Někteří historici (Pelcl, Dobrovský) předpokládali, že Kosmas na kronice (první knize) pracoval už okolo roku 1110, protože k tomuto roku píše o události, která se stala „v našich časech“ (nostris temporibus). Pravděpodobnější se zdá datace dle předmluvy k první knize, že kronika byla vytvořena (composita) za papeže Kalixta II. (nastoupil 1119) a biskupa Heřmana († 1122). Druhá kniha byla zřejmě sepsána ve stejné době, jak vyplývá mj. z její předmluvy věnované břevnovskému Klimentovi. Poté zřejmě plynule pokračoval na třetí knize až do své smrti, o které je na konci kroniky připsána anonymní poznámka.

## Rodina
Z kroniky víme o Kosmově ženě a synovi. S manželkou Božetěchou se oženil nejspíše po návratu ze zahraničních studií, asi po roce 1090 a před přijetím kněžského svěcení roku 1099. Celibát, tedy zákaz manželství kněží, se tehdy teprve pomalu prosazoval a ještě nebyl povinný. O Božetěše se Kosmas zmiňuje v souvislosti s jejím úmrtím 23. ledna 1117. Jejich syn Jindřich se zřejmě narodil brzy po svatbě a Kosmas se o něm zmiňuje k roku 1123, kdy na zpáteční cestě z pouti šlechticů do Jeruzaléma zahynul Jindřichův cliens (vazal) Bertold.
Dříve se předpokládalo, že by Kosmovým synem mohl být olomoucký biskup Jindřich Zdík. V kronice je totiž k roku 1123 nejdříve mezi poutníky uveden Jindřich řečený Zdík a o něco dále se nachází ona zmínka o synu Jindřichovi. Tato ne příliš jasná pasáž bývala vykládána tak, že oba Jindřichové jsou tatáž osoba. Na podporu této domněnky dokonce vytvořil A. Boček v Moravském diplomatáři falzum listiny. To dokázal už Václav Novotný. Později byla ale teorie znovu podpořena Václavem Richterem na základě přítomnosti Kosmova i Božetěšina jména v Horologiu olomouckém, které objednal roku 1136/1137 právě Jindřich Zdík. Dnes se bere za pravděpodobnější varianta, že se jedná o Jindřichy dva. To dokázal Zdeněk Fiala, zejména na základě příbuznosti Zdíka s pražským biskupem Danielem, která se vylučuje s Kosmovým otcovstvím.
O jeho synovi se předpokládá, že, jak bylo v tehdejších Čechách zvykem, navázal na otcovu církevní kariéru, stal se kanovníkem a někdy po roce 1148 i pražským proboštem. S Jindřichem Zdíkem se Kosmův syn dobře znal, v roce 1147 s ním táhl na křížovou výpravu proti pobaltským Prusům.